# Pseudopilanus foliosus
Espèce
Synonymes
- Chelifer foliosus Balzan, 1887

Pseudopilanus foliosus est une espèce de pseudoscorpions de la famille des Chernetidae.

## Distribution
Cette espèce se rencontre en Argentine, au Paraguay et au Brésil.

## Publication originale
- Balzan, 1887 : Chernetidae nonnullae Sud-Americanae, I. Asuncion.